# Estadio Alfonso Lastras Ramírez
Das Estadio Alfonso Lastras Ramírez ist ein Fußballstadion in der Stadt San Luis Potosí im gleichnamigen mexikanischen Bundesstaat San Luis Potosí. Das 2002 eröffnete Stadion, das auch für Open-Air-Konzerte genutzt wird, ist Heimspielstätte des Club San Luis in der mexikanischen Primera División.
Es wurde benannt nach Alfonso Lastras Ramírez, dem ehemaligen Direktor der Universidad Autónoma de San Luis Potosí (UASLP) (1986–1995) und Mitbegründer des örtlichen Fußballvereins Cachorros de San Luis. Lastras Ramírez werden große Verdienste bei der Förderung des lokalen Sportes zugeschrieben.
Das Stadion war Schauplatz von zwei Aufstiegsfinals der Primera División 'A' und einem Finale um die mexikanische Fußballmeisterschaft unter Mitwirkung des Club San Luis:
| Spielzeit      | Gegner       | Ergebnis  | Saisonabschluss von San Luis                           |
| -------------- | ------------ | --------- | ------------------------------------------------------ |
| Saison 2001/02 | CD Veracruz  | 3:1       | Aufstieg in die erste Liga nach 1:1 im Hinspiel        |
| Saison 2004/05 | Querétaro FC | 2:0 n. V. | Aufstieg in die erste Liga nach 1:2-Hinspielniederlage |
| Clausura 2006  | CF Pachuca   | 0:0       | Vizemeister, da Rückspiel mit 0:1 verloren             |